# Teodor Danysz
Teodor Andrzej Danysz (ur. 20 kwietnia 1954 r. w Katowicach, zm. 6 grudnia 2014 r. tamże) – polski kompozytor, klawiszowiec i autor wielu kompozycji. Założyciel i lider popularnego w latach 70. i 80. zespołu Kwadrat. Z wykształcenia muzyk - pianista, gitarzysta. Syn Elżbiety i Macieja Danysz.

## Dyskografia
Albumy
- Polowanie na leśniczego (2006, Metal Mind Productions)

Single
- Polowanie na leśniczego/Quasimodo (?, Tonpress)